# Josephine Crowell

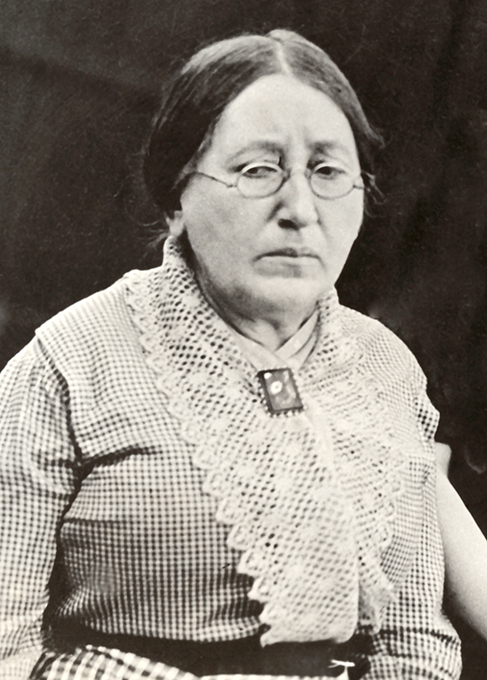
Josephine Crowell (1914)

Josephine Boneparte Crowell (* 11. Januar 1859 im Gebiet Neuschottland, Kanada; † 27. Juli 1932 in Amityville, New York) war eine kanadisch-amerikanische Schauspielerin.

## Leben und Karriere
Ursprünglich aus Neuschottland stammend, stand Josephine Crowell spätestens 1879 auf der Bühne. Über ihre frühe Schauspielkarriere bei Wandertheatern oder in Vaudeville-Shows ist heute kaum etwas bekannt. Im September 1902 stand sie in der Broadway-Komödie Captain Molly auf der Bühne. 1911 war Crowell das erste Mal im Kurzfilm Her Mother's Sins vor der Kamera zu sehen – in der Rolle der Mutter, ein Rollentypus, den sie in zahlreichen US-Stummfilmen der 1910er- und 1920er-Jahre spielen sollte. In David Wark Griffiths umstrittenem Filmklassiker Die Geburt einer Nation (1915) spielte sie als Mrs. Cameron eine größere Rolle, im folgenden Jahr setzte sie Griffith erneut als Caterina de Medici in seinem wegweisenden Filmepos Intoleranz ein. Neben Caterina de Medici spielte sie noch mehrere Adelsdamen oder Königinnen, etwa neben Conrad Veidt in The Man Who Laughs unter Regie von Paul Leni.
In der Spätphase ihrer Karriere spielte Crowell auch häufiger ihre matronenhaften Figuren an der Seite von Komikern wie Harold Lloyd und Charley Chase. Mit Beginn des Tonfilmes zog sie sich aus dem Filmgeschäft zurück, ihre letzte Rolle hatte sie 1929 im Laurel-und-Hardy-Film Blinde Wut.
Sie war vermutlich mit dem französisch-amerikanischen Schauspieler Emile La Croix (1857-nach 1923) verheiratet. 1932 verstarb Josephine Crowell im Alter von 73 Jahren in Amityville bei New York.

## Filmografie (Auswahl)
- 1911: Her Mother’s Sins (Kurzfilm)
- 1912: The School Teacher and the Waif (Kurzfilm)
- 1913: His Mother’s Son (Kurzfilm)
- 1913: The Mothering Heart (Kurzfilm)
- 1914: Home, Sweet Home
- 1914: Golden Dross (Kurzfilm)
- 1914: The Mountain Rat (Kurzfilm)
- 1914: The Weaker Strain (Kurzfilm)
- 1914: The Painted Lady (Kurzfilm)
- 1914: Lest We Forget (Kurzfilm)
- 1914: The Avenging Conscience: or ’Thou Shalt Not Kill’
- 1914: The Idiot (Kurzfilm)
- 1914: Sheriff for an Hour (Kurzfilm)
- 1914: The Tear That Burned (Kurzfilm)
- 1914: The Folly of Anne (Kurzfilm)
- 1914: The Hop Smugglers (Kurzfilm)
- 1914: The Sisters (Kurzfilm)
- 1914: The Old Good–for–Nothing (Kurzfilm)
- 1914: A Question of Courage (Kurzfilm)
- 1914: The Better Way (Kurzfilm)
- 1915: The Craven (Kurzfilm)
- 1915: Die Geburt einer Nation (The Birth of a Nation)
- 1915: A Man and His Mate
- 1915: Old Mother Grey (Kurzfilm)
- 1915: The Way of a Mother (Kurzfilm)
- 1915: A Yankee from the West
- 1915: The Penitentes (Film Verschollen)
- 1916: The She–Devil (Kurzfilm)
- 1916: Martha’s Vindication
- 1916: A Child of the Paris Streets
- 1916: The Little School Ma’am
- 1916: Pillars of Society
- 1916: Intoleranz (Intolerance)
- 1916: The Old Folks at Home
- 1916: The Wharf Rat
- 1916: The House Built Upon Sand
- 1917: The Bad Boy (Film Verschollen)
- 1917: Betsy’s Burglar
- 1917: Cheerful Givers
- 1917: Rebecca of Sunnybrook Farm
- 1917: The Fair Barbarian
- 1918: Stella Maris
- 1918: Hearts of the World
- 1918: The Bravest Way
- 1918: Me und Gott
- 1918: Women’s Weapons (Film Verschollen)
- 1919: Puppy Love (Film Verschollen)
- 1919: Peppy Polly (Film Verschollen)
- 1919: Diane of the Green Van (Film Verschollen)
- 1919: The Woman Next Door
- 1919: Josselyn’s Wife (Film Verschollen)
- 1919: Rose o’ the River
- 1919: The House of Intrigue
- 1919: The Greatest Question
- 1920: Flames of the Flesh
- 1920: The Six Best Cellars (Film Verschollen)
- 1920: Dangerous to Men (Film Verschollen)
- 1920: White Lies
- 1920: Crooked Streets
- 1920: Held by the Enemy (Film Verschollen)
- 1920: Half a Chance
- 1921: Bunty Pulls the Strings (Film Verschollen)
- 1921: The Snob (Film  Verschollen)
- 1921: Home Stuff
- 1921: Live and Let Live
- 1921: Don’t Neglect Your Wife
- 1922: Shattered Idols
- 1922: A Homespun Vamp
- 1922: Seeing’s Believing
- 1922: Lights of the Desert
- 1922: Minnie
- 1923: Nobody’s Money (Film Verschollen)
- 1923: Main Street
- 1923: Rupert of Hentzau
- 1923: Die Bluthochzeit (Ashes of Vengeance)
- 1923: Die Frau von gestern (Yesterday’s Wife)
- 1924: Fliesendes Gold (Flowing Gold)
- 1924: Das Wasser kocht (Hot Water)
- 1925: The Golden Bed
- 1925: The Sporting Venus
- 1925: Zander the Great
- 1925: Welcome Home
- 1925: Die lustige Witwe (The Merry Widow)
- 1925: No Father to Guide Him (Kurzfilm)
- 1925: New Brooms
- 1925: The Splendid Crime
- 1926: Yellow Fingers
- 1926: Dog Shy (Kurzfilm)
- 1926: Mantrap
- 1926: Padlocked
- 1926: For Wives Only
- 1926: Bred in Old Kentucky
- 1927: Die Gefangene des Scheik (Fighting Love)
- 1927: König der Könige (The King of Kings)
- 1927: No Publicity (Kurzfilm)
- 1927: Dad’s Choice (Kurzfilm)
- 1928: Straßenjagd mit Speedy (Speedy)
- 1928: Der Mann, der lacht (The Man Who Laughs)
- 1929: Laurel und Hardy – Blinde Wut (Wrong Again)